# 集郵
集郵是指蒐集郵品，是一種興趣、學問及投资。通過收集、研究各种邮品，集郵者除了學會世界的歷史、地理、花草魚虫以及人物等相關的知識以外，還可以培養出一種禪定的情趣和修養耐性。估計全球有3000萬集郵者。

## 简介
邮品不仅包含郵票，还包含邮政机构发行和使用的封、片、简、戳等邮政用品。邮品形式多样，如首日封、原圖卡、明信片、小全張、小本票、小型张、紀念郵戳、邮简等等。
對於一些較小的國家（例如列支敦士登）來說，集郵者是主要的財政收入來源。由於香港的功夫電影流行，還有一些非洲國家以李小龍及成龍的功夫明星出版郵票，此外朝鲜亦以臺灣著名歌星鄧麗君為題出版郵票，賺取外匯。
不少學校都鼓勵學生集郵。一般認為集郵的好處是怡情、益智、儲蓄。由於郵票經常過份炒作，常出現非理性爭購的熱潮。1891年1月22日香港發行的「香港開埠五十週年」（自1841年1月算起）全球第一套加蓋改值紀念郵票，有女皇頭像郵票加印英文「香港金禧紀念」，因發行只得五萬枚及每人限購二十枚而在郵局早上打開大門一刻出現人踩人混亂情況，最後導致兩位葡萄牙人被擠死、一名荷蘭水兵被擊斃。

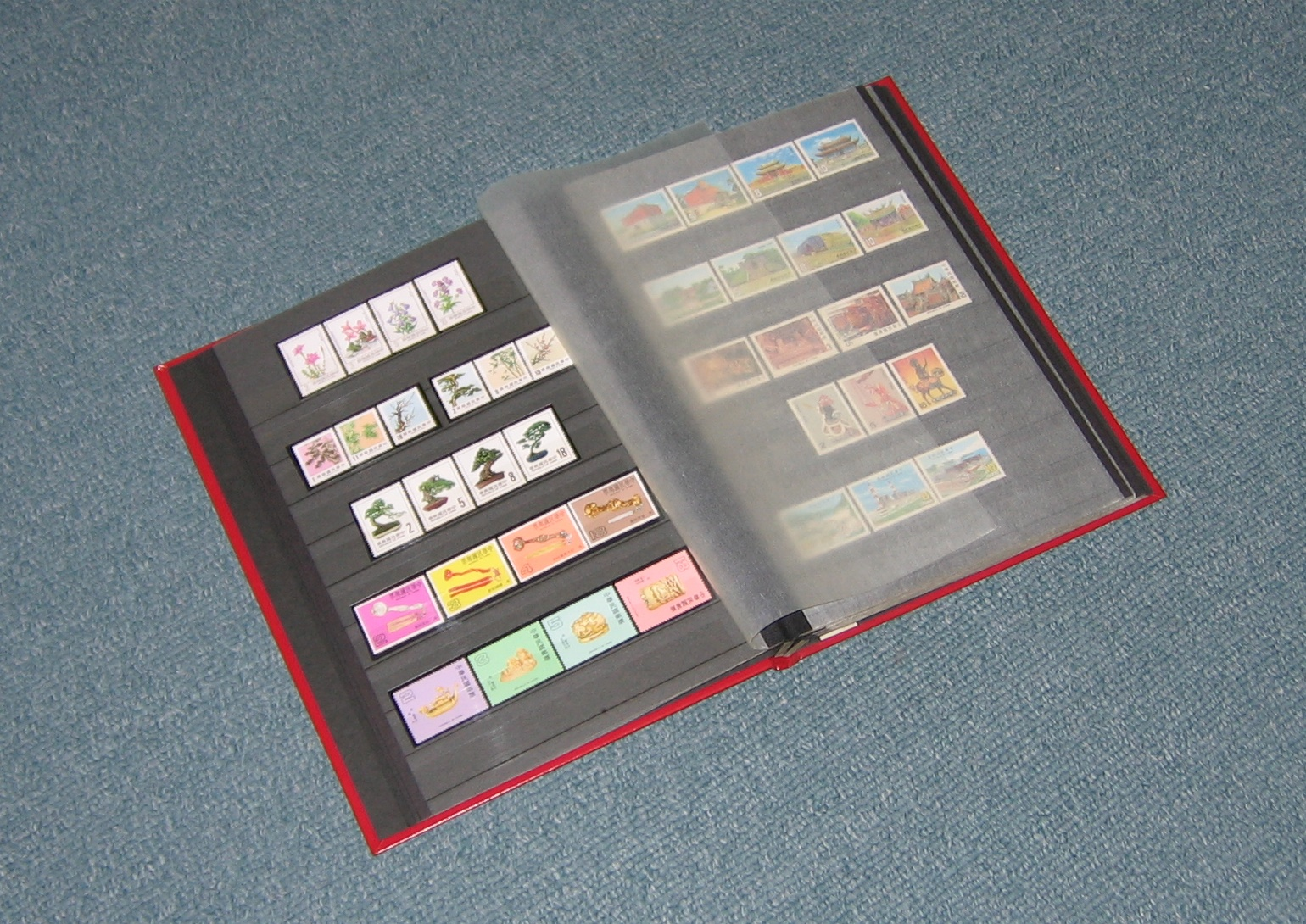
郵票冊（此兩頁中的十套郵票均為民國70年代發行之中華民國郵票）
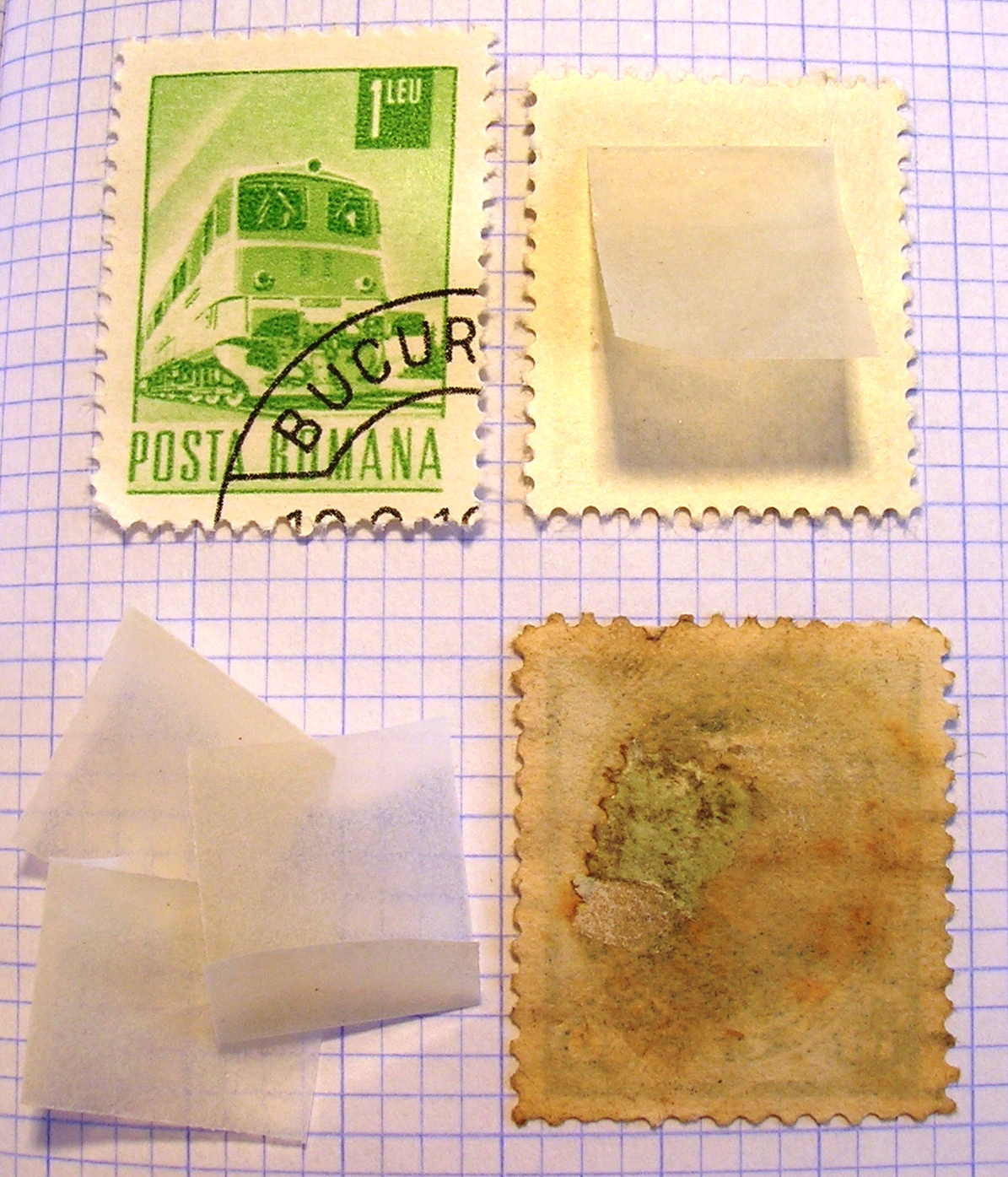
左上：郵票；右上：附有貼票膠紙（英语：stamp hinge）的郵票；左下：貼票膠紙；右下：郵票附有貼票膠紙的痕跡
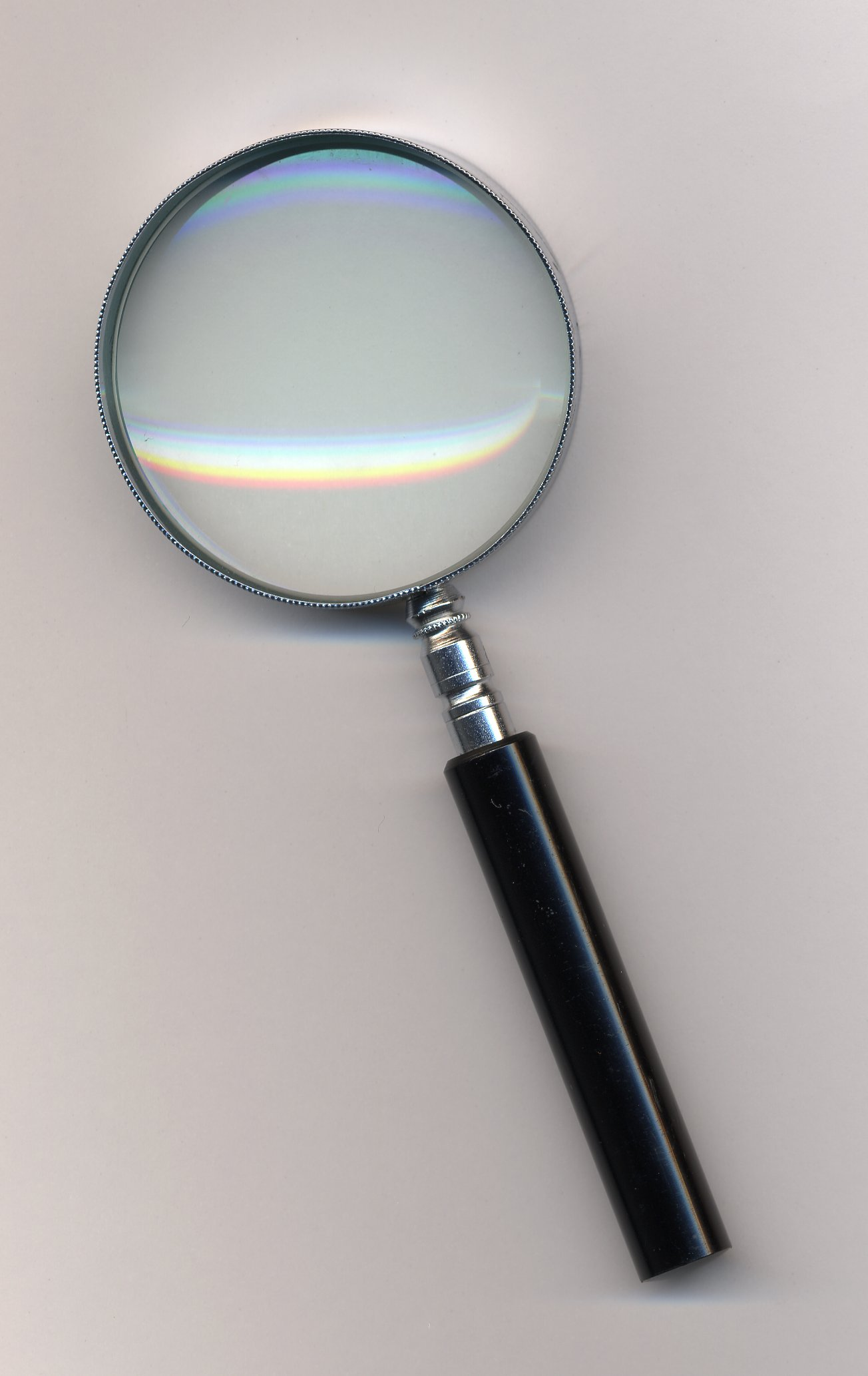
集郵用放大鏡
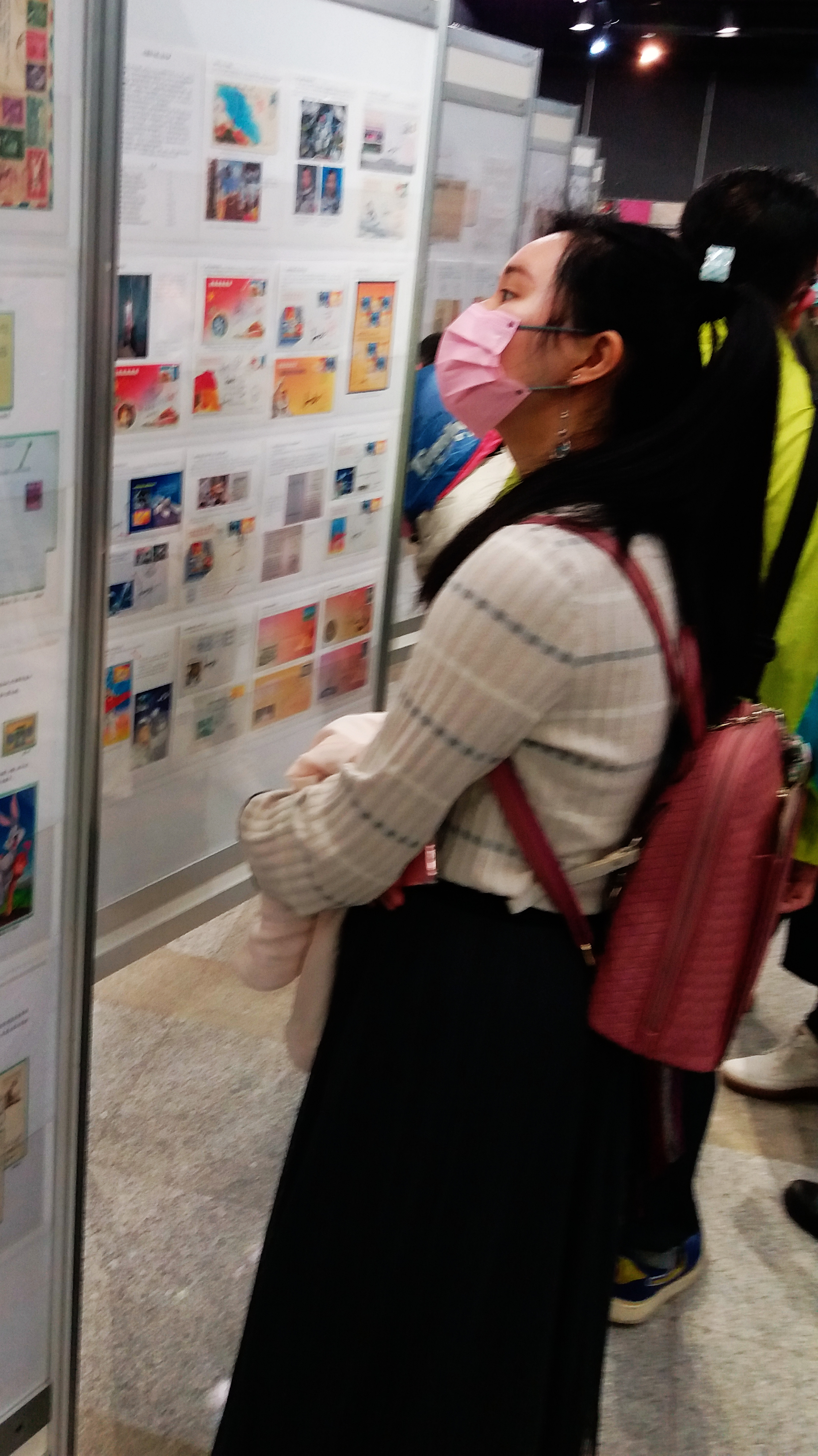
郵展

## 流行文化

### 集郵女星
2009年02月22日播映的《星星同學會》第7集，邀請劉德華作為嘉賓，主持人吳君如透露「娛樂圈很混亂，某些女星與男星發生性關係，如同集郵一般，當中四大天王己集得三人，唯獨欠缺劉德華」。